# ドイツ航空宇宙センター

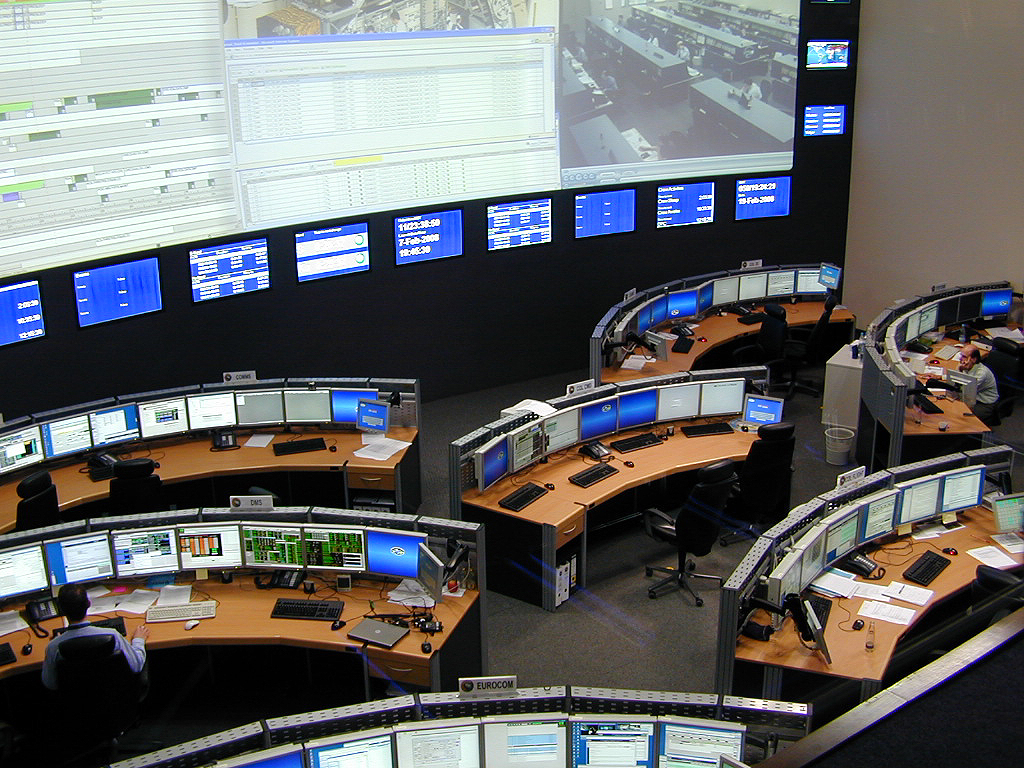
ドイツスペースオペレーションセンター（GSOC）、ミュンヘン

ドイツ航空宇宙センター（ドイツこうくううちゅうセンター、独:Deutsches Zentrum für Luft- und Raumfahrt、略称DLR）はドイツ連邦共和国の航空技術および宇宙開発を担う政府機関。
ケルンを本拠とし、ベルリンやボンなど13つの都市に計29の施設を持ち、約5,700名の職員が働く。新型ロケット技術の開発、地球観測用衛星支援システムの開発と利用、衛星通信分野における宇宙の商業的利用の促進などといった活動を通じて、航空宇宙の知識を新たな技術へと発展させていくことを目的としている。ドイツの宇宙開発予算の70%は欧州宇宙機関 (ESA) へ拠出されており、ESAにはフランスに次いで多額の拠出をしている。

## 歴史
現在の組織の概形ができたのは1969年。当時の旧西ドイツで航空宇宙技術に関わっていた3つの組織、空気力学研究所 (Aerodynamische Versuchsanstalt, AVA)、ドイツ航空研究所 (Deutsche Versuchsanstalt für Luftfahrt, DVL)、ドイツ航空研究協会 (Deutsche Forschungsanstalt für Luftfahrt, DFL) の合併により、ドイツ航空宇宙研究所 (Deutsche Forschungs- und Versuchsanstalt für Luft- und Raumfahrt, DFVLR) が設立された。
1980年代から1990年代にかけては、頻繁に改組が行われた。1988年、DFVLRはドイツ航空宇宙研究所 (Deutsche Forschungsanstalt für Luft- und Raumfahrt, DLR) に改名された。（ただし、日本で用いられた訳語は「ドイツ航空宇宙研究所」のまま）翌1989年、DLRとは独立にドイツ宇宙機関 (Deutsche Agentur für Raumfahrtangelegenheiten, DARA) が編成されるが、1997年にDLRと合併し、現在のドイツ航空宇宙センター (Deutsches Zentrum für Luft- und Raumfahrt, DLR) となった。

## ロボット開発
DLRでは宇宙ロボットや手術ロボットを開発している。DLRによって開発された遠隔手術装置であるMiroSurgeは3Dディスプレイを備えた操作卓と3本のMIROロボットアームで構成されるテレオペレータと同様に2機の触覚を備えると共にMIROは拍動による動きを安定化させ仮想的に静止した動画を術者に表示する。